# Jurassic World: El renéixer
Jurassic World Rebirth és una pel·lícula d'acció i de ciència-ficció estatunidenca dirigida per Gareth Edwards i escrita per David Koepp. Es tracta d'una seqüela independent de Jurassic World: Dominion (2022), i és la quarta pel·lícula de Jurassic World i la setena entrega en general de la franquícia de Parc Juràssic. La pel·lícula comptarà amb un nou repartiment coral encapçalat per Scarlett Johansson, Mahershala Ali i Jonathan Bailey. S'ha doblat al català.
El desenvolupament de la pel·lícula es va anunciar el gener de 2024 i feia temps que estava en marxa. Edwards va ser contractat com a director un mes després, i el càsting va començar poc després. El rodatge principal va tenir lloc a Tailàndia, Malta i el Regne Unit de juny a setembre de 2024. Koepp va escriure prèviament la pel·lícula original de Parc Juràssic (1993) i va escriure la seva seqüela, El món perdut: Jurassic Park (1997).
Jurassic World Rebirth s'estrenarà als Estats Units el 2 de juliol de 2025 amb la distribució de Universal Pictures.